# بیل اورایلی
بیل اورایلی (انگلیسی: Bill O'Reilly؛ زادهٔ ۱۰ سپتامبر ۱۹۴۹) یک روزنامه‌نگار، مجری رادیو، مجری تلویزیون، بازیکن بیسبال، صاحبنظر سیاسی و آموزگار اهل ایالات متحده آمریکا است. او مجری برنامه تلویزیونی دی اورایلی فکتر (به انگلیسی: The O'Reilly Factor) در فاکس نیوز (۱۹۹۶-۲۰۱۷) بود. او در دهه‌های ۱۹۷۰ و ۱۹۸۰ به عنوان گزارشگر خبری برای شبکه‌های تلویزیونی محلی متعدد آمریکایی و نهایتاً برای سی‌بی‌اس نیوز و ای‌بی‌سی نیوز کار کرده است.